# 韋斯特菲爾德鎮區 (明尼蘇達州道奇縣)
韋斯特菲爾德鎮區（英語：Westfield Township）是位於美國明尼蘇達州道奇縣的一個行政鎮區。

## 地方資料
韋斯特菲爾德鎮區的面積為93.57平方千米，當中陸地面積為93.51平方千米，而水域面積為0.06平方千米。根據2020年美國人口普查的數據，當地共有人口424人，而人口密度為每平方千米4.53人。